# Agia Lavra
Agia Lavra (griechisch Αγία Λαύρα Καλαβρύτων Agía Lávra Kalavrýton, heilige Lawra) ist ein orthodoxes Kloster in Kalavryta, Griechenland. Es wurde im Jahr 961 auf dem Berg Gelmos in einer Höhe von 961 Metern erbaut. Es ist eines der ältesten Klöster der Peloponnes sowie ein Symbol der Unabhängigkeit Griechenlands. 

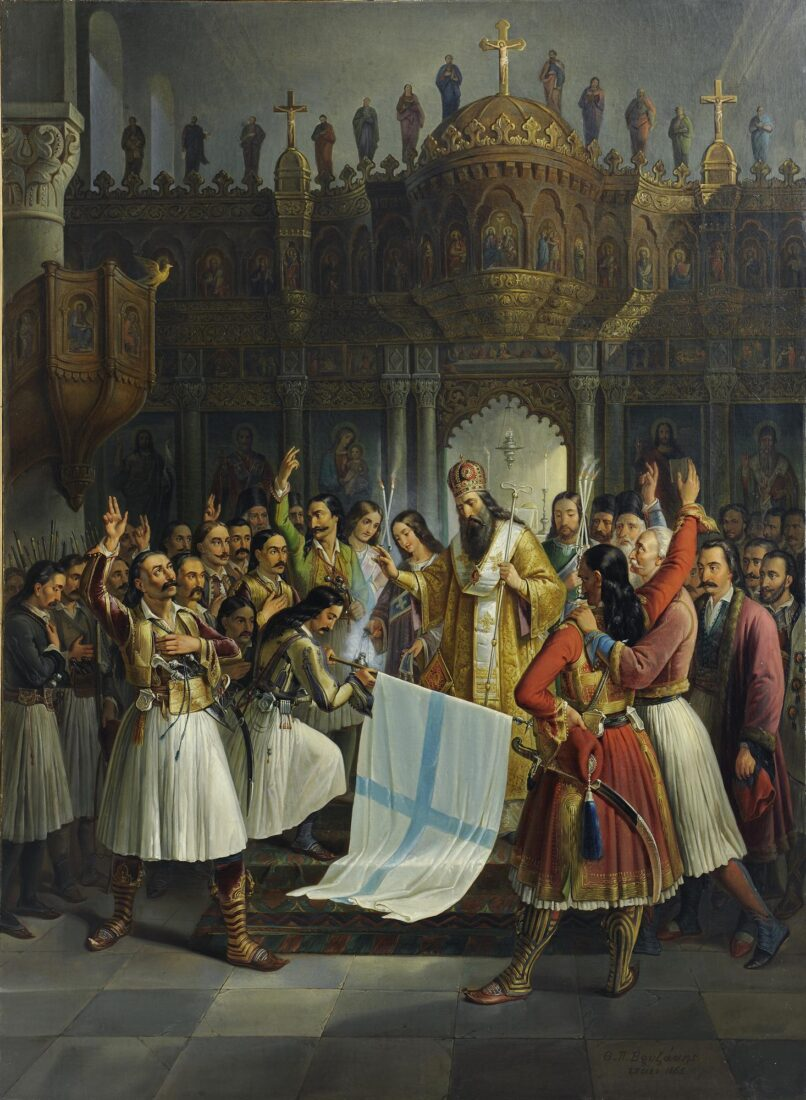
Metropolit Germanos von Patras segnet die Flagge des griechischen Widerstandes im Kloster Agía Lávra (Theodoros Vryzakis, 1865)

## Geschichte
Agía Lávra wurde 961 am Rand der Kleinstadt Kalavryta erbaut. 1585 brannten Türken die Gebetsstätte vollständig nieder, 1600 wurde sie wiedererrichtet. Die Fresken des Klosters wurden 1645 vom Ikonenmaler Anthimos fertiggestellt. 1715 wurde Agía Lávra erneut niedergebrannt und anschließend wieder aufgebaut.
Internationale Bekanntheit erlangte Agía Lávra im Zusammenhang mit der Griechischen Revolution. Hier wurde am 25. März 1821 von griechischen Rebellen die Losung „Freiheit oder Tod!“ ausgerufen, welche den Beginn des griechischen Aufstandes gegen die osmanische Besatzung markierte und heute immer noch der Wahlspruch Griechenlands ist. Am selben Tag führte Germanos von Patras eine Doxologie durch und nahm den peloponnesischen Kämpfer einen Eid ab. Danach segnete er ihre revolutionäre Flagge und hisste sie unter einer Platane vor den Toren des Klosters.
1826 wurde Agía Lávra von den Truppen des osmanischen Generals Ibrahim Pascha abermals abgebrannt. Nach der Wiedererlangung der Unabhängigkeit Griechenlands konnte 1850 der Wiederaufbau des Klosters aufs Neue abgeschlossen werden.
Am 14. Dezember 1943 wurde das Kloster erneut Opfer der Flammen, als es von deutschen Besatzungstruppen der 117. Jäger-Division im Laufe des Massakers von Kalavryta angezündet wurde. Partisanen der ELAS richteten nach erfolglosen Verhandlungen über einen Gefangenenaustausch rund 80 deutsche Soldaten hin. Daraufhin zerstörte die Wehrmacht Kalavryta und erschoss am 13. Dezember 1943 mindestens 674 männliche Einwohner des Ortes im Alter zwischen 13 und 65 Jahren.

## Heute
Heute befindet sich auf dem Klostergrundstück ein Museum. In diesem werden alte Dokumente, Bücher, Ikonen und andere Dinge aufbewahrt. Dazu gehören zum Beispiel Seidenstoffe aus dem 16. Jahrhundert aus Smyrna und Konstantinopel, Gewänder von Germanos von Patras sowie geschenkte Evangelien von Katherina II. Zudem befinden sich dort verschiedene Reliquien. Darunter sind die Gebeine des Alexius von Edessa, welche der Agía Lávra im Jahr 1398 vom byzantinischen Herrscher Manuel II. geschenkt wurden.
Auf einem Hügel gegenüber dem Kloster befindet sich ein Unabhängigkeitsdenkmal für die griechischen Revolutionäre von 1821.

## Galerie

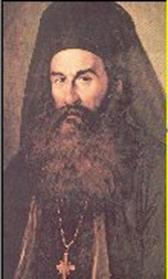
Germanos von Patras (Porträt)
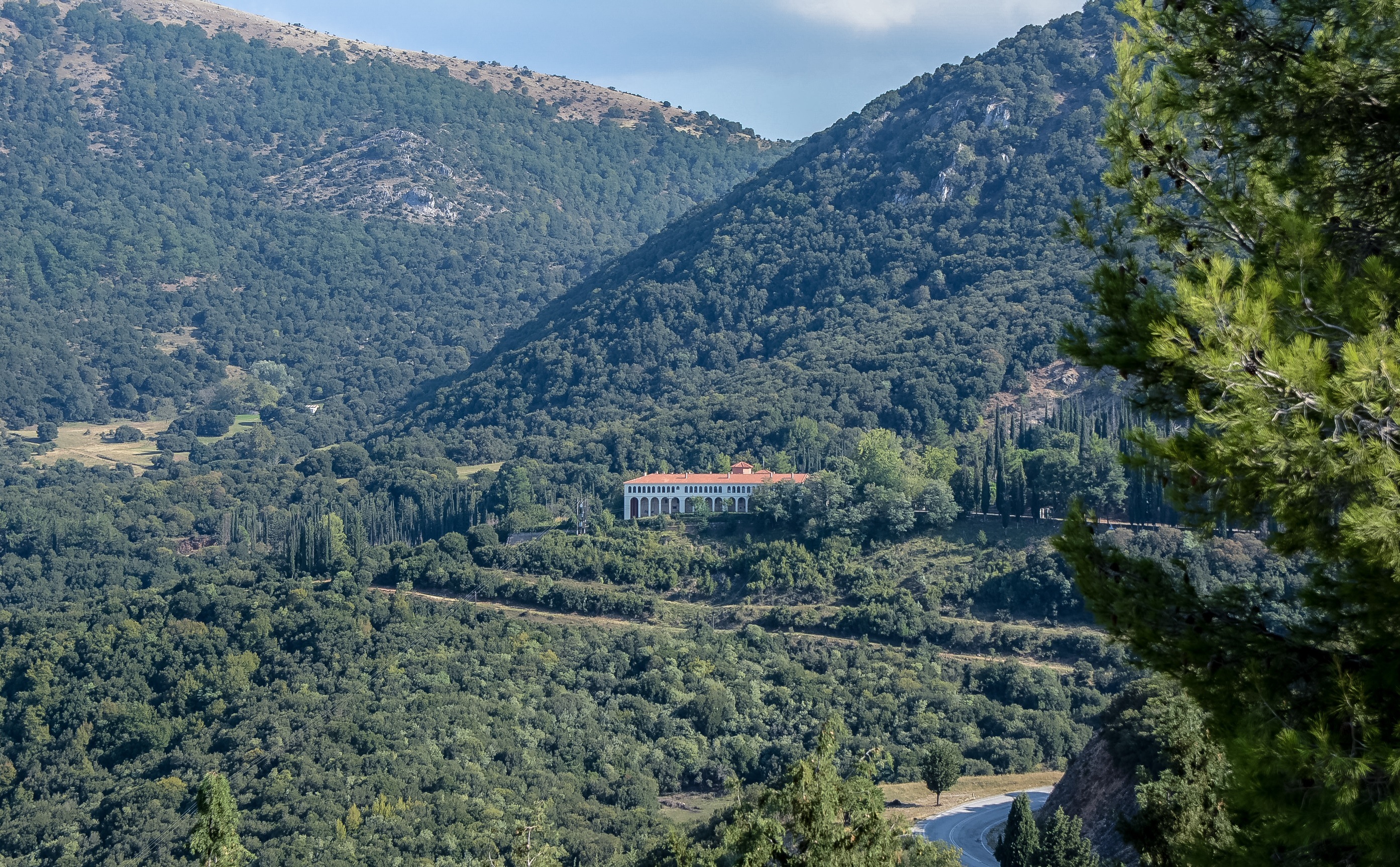
Blick vom Unabhängigkeitsdenkmal auf das Kloster (September 2016)
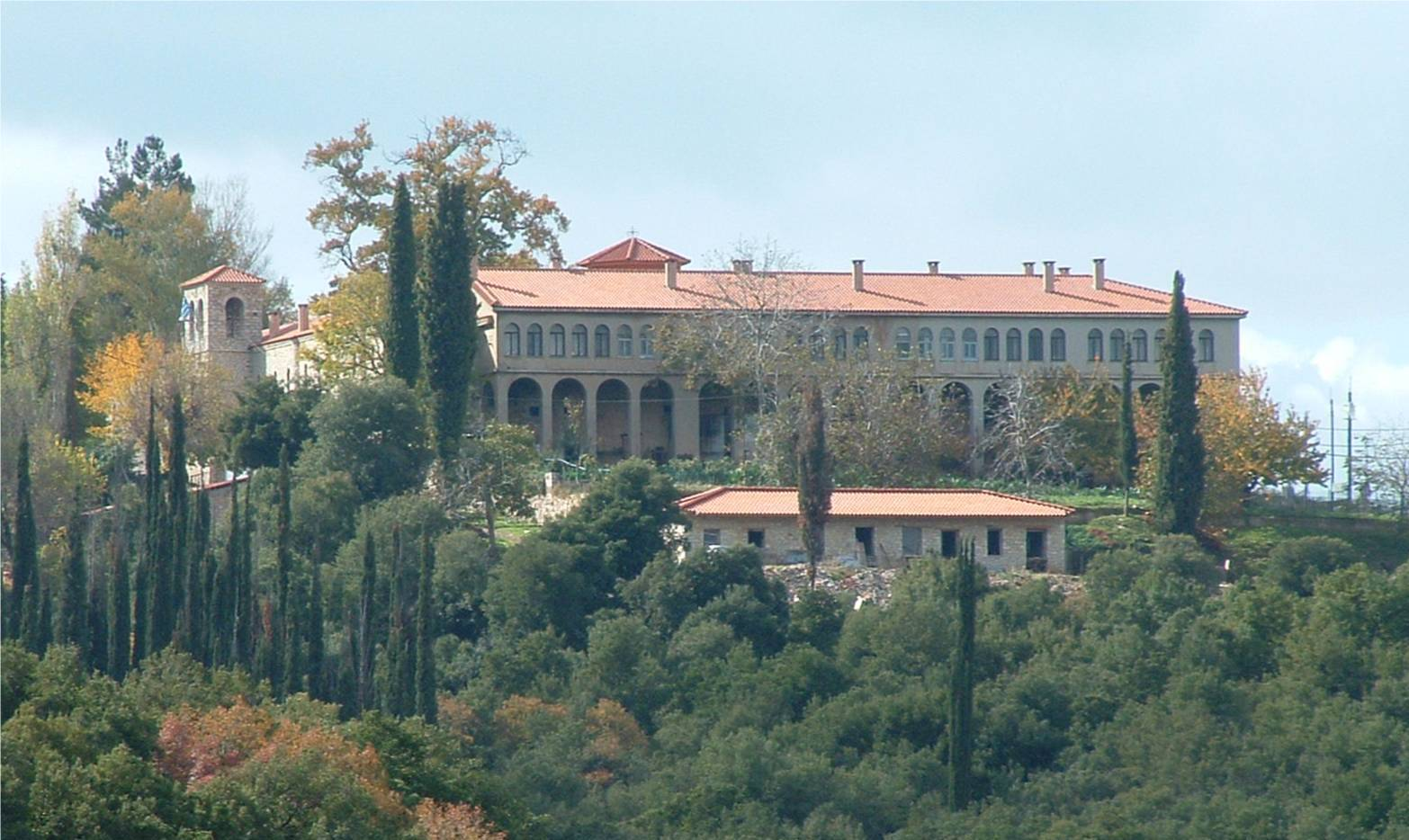
Nahansicht des Klosters
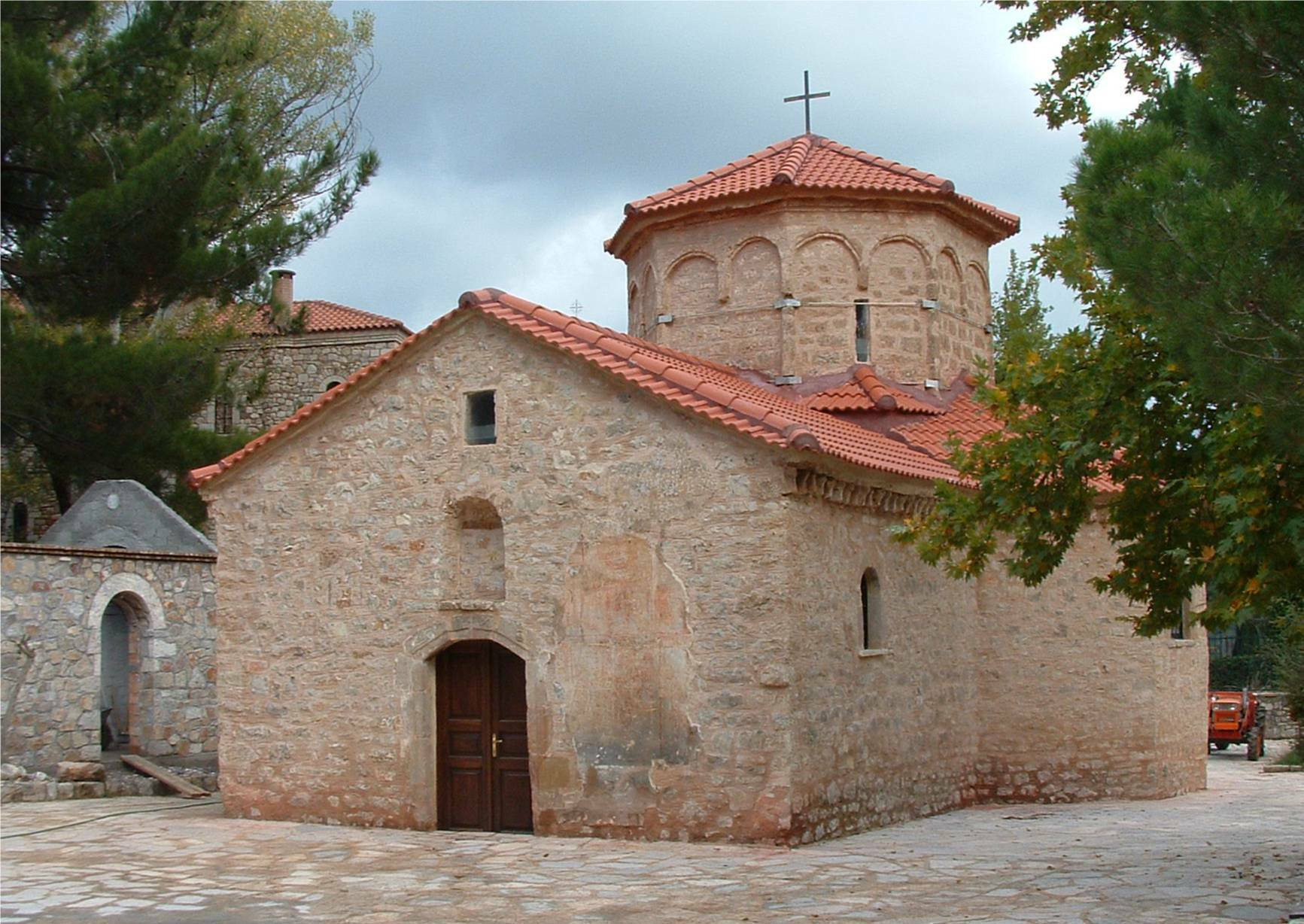
Katholikon
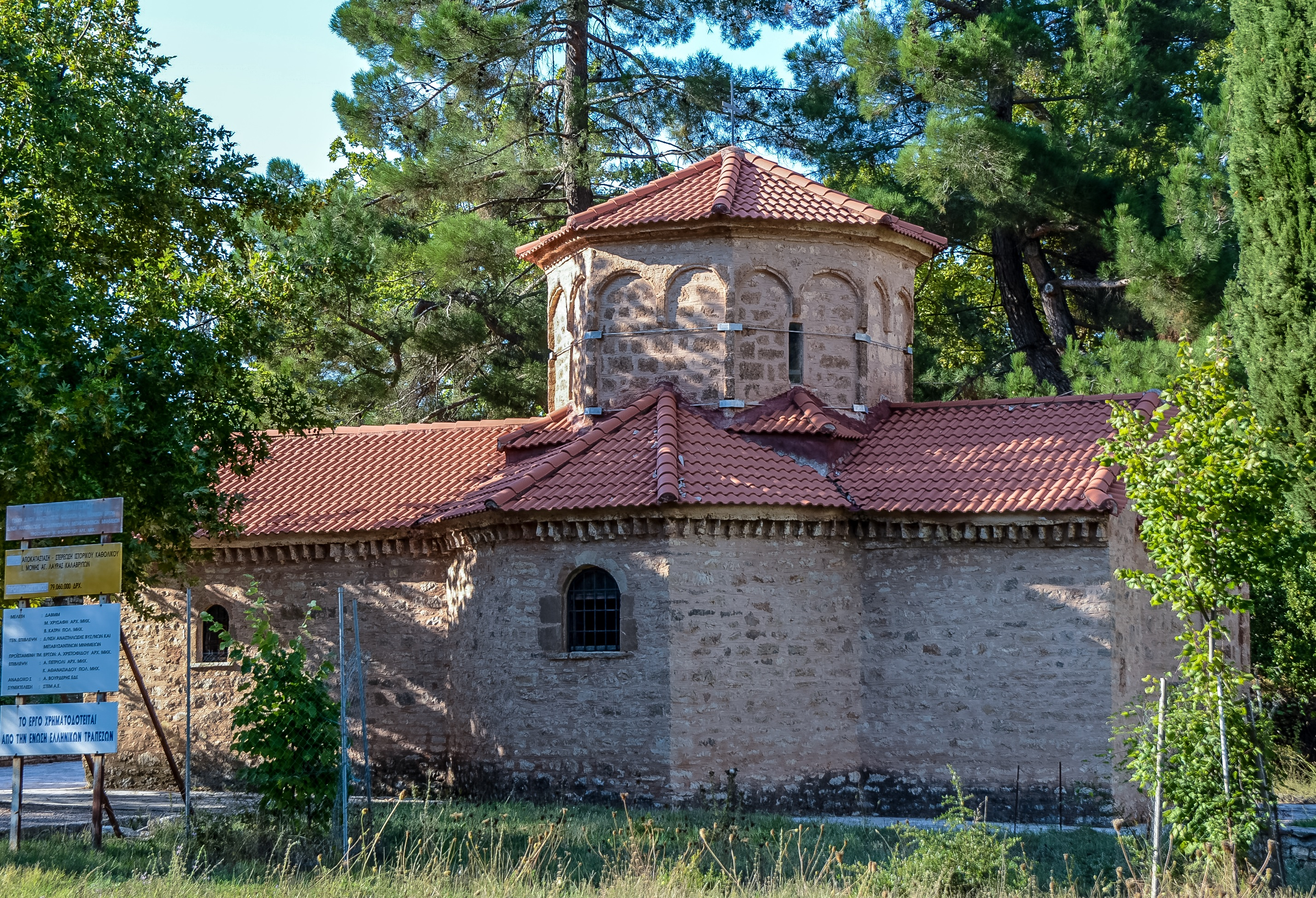
Seitenansicht des Katholikons (September 2016)